# آلفتانس
آلفتانس (به لاتین: Álftanes) یک شهر در ایسلند است که در منطقه پایتخت ایسلند واقع شده‌است.

## خصوصیات
آلفتانس ۵ کیلومترمربع مساحت و ۲٬۴۸۴ نفر جمعیت دارد.

## خواهرخوانده
شهرهای گیوویک، نیستود، یوله، رائوما و شهرداری گاوله خواهرخوانده‌های آلفتانس هستند.